# Петровский (Суражский район)
Петровский — поселок в Суражском районе Брянской области в составе Овчинского сельского поселения.

## География
Находится в северо-западной части Брянской области на расстоянии приблизительно 4 км на север-северо-восток по прямой от районного центра города Сураж.

## История
Упоминался с середины XIX века как хутор. В середине XX века работал колхоз «Правда». На карте 1941 года отмечен как поселок Петровского с 42 дворами.

## Население
Численность населения: 23 человека (русские 100 %) в 2002 году, 13 в 2010.